# Орлов, Николай Васильевич (художник)
Никола́й Васи́льевич Орло́в (26 апреля [8 мая] 1863, село Буйцы, Епифанский уезд, Тульская губерния, Российская империя — 5 августа 1924, Москва, СССР) — русский жанровый живописец, педагог, член Товарищества передвижных художественных выставок, любимый художник Льва Николаевича Толстого.

## Биография
Родился в крестьянской семье.

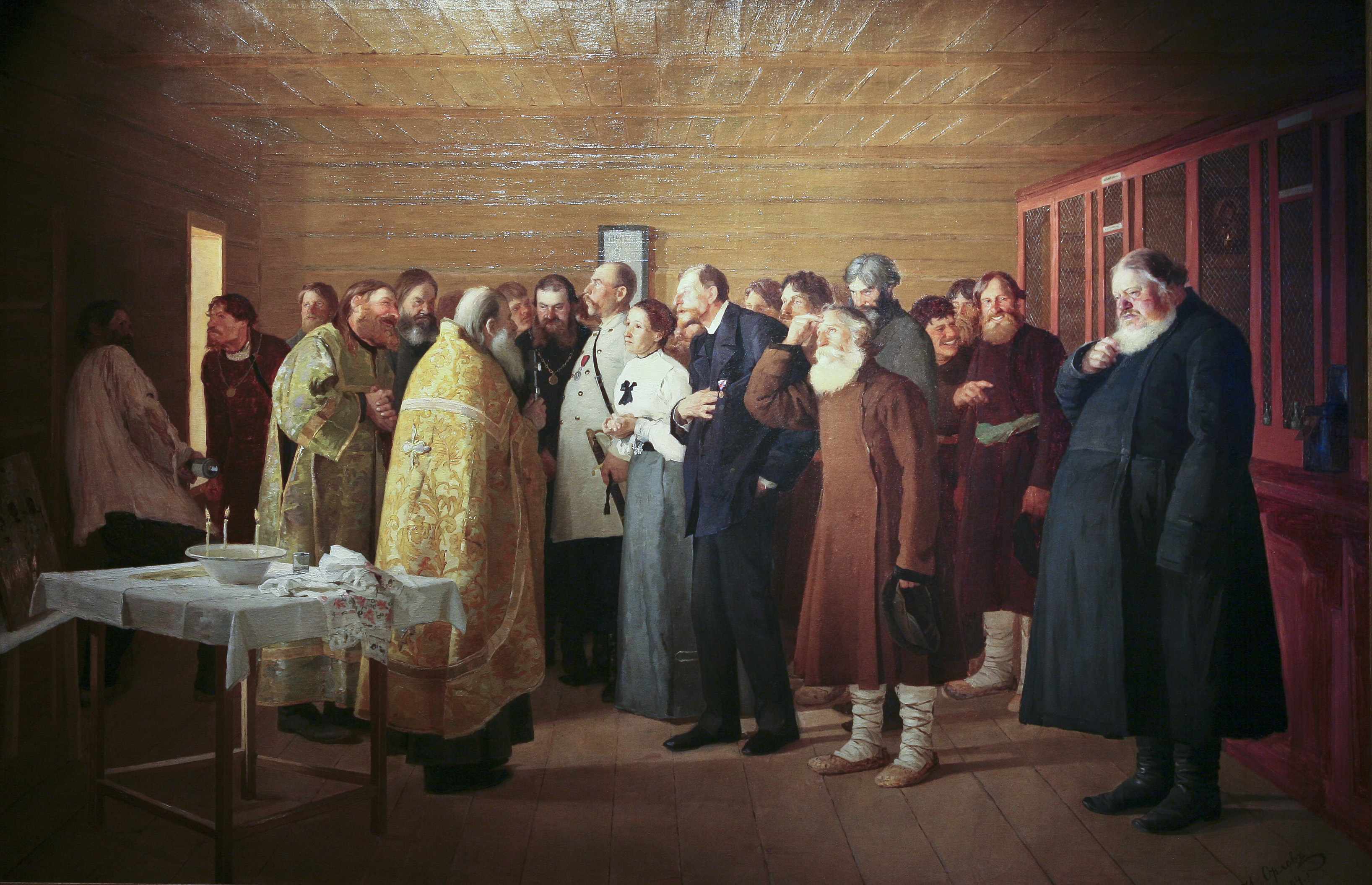
«Освящение монополии» (Молебен в казёнке), (1894), холст, масло — частное собрание.

Первоначальные художественные навыки получил у своего дяди, иконописца В. И. Богуславского — в селе Огарёво Тульской губернии.
В 1882—1892 годах учился в Московском училище живописи, ваяния и зодчества (у И. М. Прянишникова и В. Е. Маковского).
В 1892 году за картину «Умирающая» был награждён большой серебряной медалью. В этом же году вместе с семьей переехал в село Кулешово Калужской губернии, где занимался росписью церкви.
В 1893—1894 годах Орлов экспонировал свои работы на выставках Московского общества любителей художеств.
С 1896 года он — член ТПХВ, участник выставок Товарищества (1894—1898). С 1898 года жил в селе Обираловка под Москвой, с 1902 года — в Москве.
Художник был дружен с Л. Н. Толстым, разделял его взгляды.
В 1907—1910 годах Орлов неоднократно бывал в Ясной Поляне. Летние месяцы 1909—1912 годов жил и работал в имении сына писателя — С. Л. Толстого — Никольское-Вяземское Тульской губернии.
В 1900-х годах Николай Васильевич писал иконы, расписывал храмы в Тамбовской, Тульской, Калужской и Орловской губерниях.
В 1913—1919 годах жил в Липецке (здесь с семьей он пережил годы Первой мировой, революцию и гражданскую войну), где преподавал рисование в женской гимназии; в 1920—1922 — на Кубани; в 1922—1924 — в Майкопе.
После Октябрьской революции 1917 года в выставочной деятельности участия не принимал.

## Творчество
Произведения Орлова находятся во многих музейных собраниях, в том числе в Государственной Третьяковской галерее, Ивановском областном художественном музее, Липецком областном краеведческом музее и других.

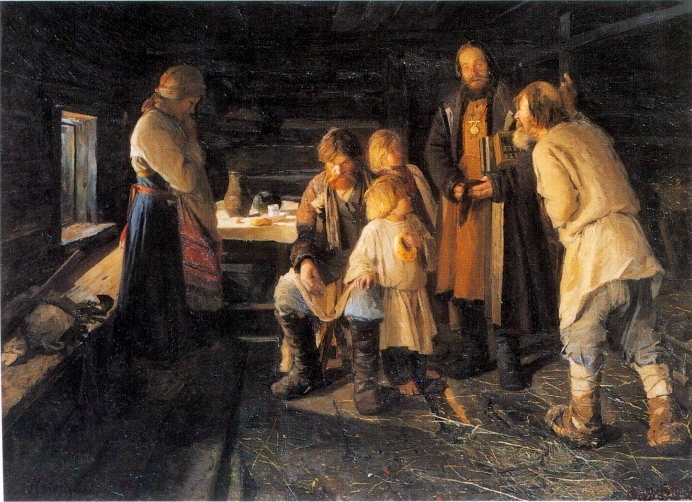
«Подати», (1895), холст, масло — Государственная Третьяковская галерея
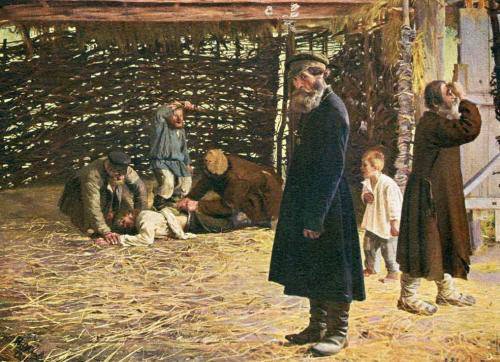
«Недавнее прошлое. (Перед поркой)», (1904), холст, масло — Государственный центральный музей современной истории России
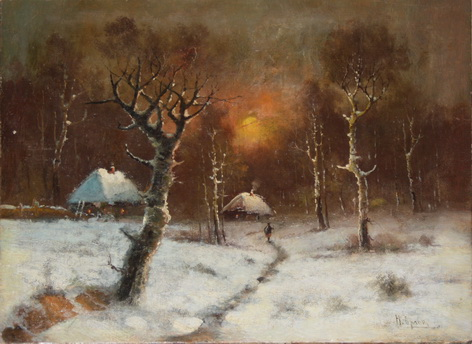
«Зимний вечер», (1900-е), холст, масло — частное собрание
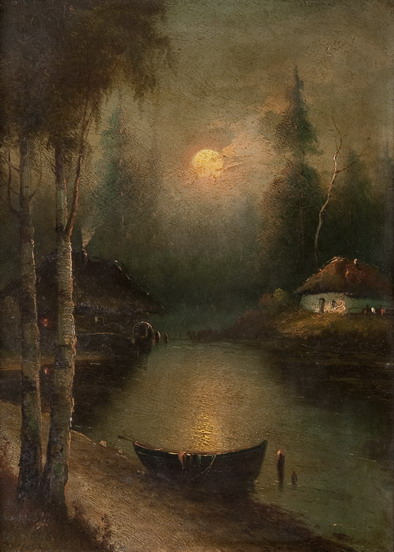
«Лунная ночь», (1900-е), доска, масло — частное собрание